# Fatima Hamrouch
Fatima Hamroush (en arabe: فاطمة حمروش), est une ophtalmologiste libyenne et irlandaise, née à Benghazi le 14 février 1960. Elle déménage en Irlande en 1996, où elle devient plus tard citoyenne irlandaise. Après la révolution libyenne de 2011, elle devient ministre de la Santé dans le gouvernement intérimaire.

## Biographie

### Vie privée
En Irlande, elle vit à Julianstown, dans le comté de Meath. Elle a quatre enfants.

### Carrière médicale
En février 1983, elle est diplômée de bachelors of Medicine and Surgery (MB BS) au sein de l'université de Garyounis, et en décembre 1999 reçoit devient membre du Royal College of Surgeons of Edinburgh. Elle appartient au Collège irlandais des ophtalmologistes, spécialisée dans le glaucome, la rétine, et la neuro-ophtalmologie. Entre 2000 et 2011, jusqu'à la révolution libyenne, Fatima Hamroush est consultante ophthalmologiste à l'hôpital Notre-Dames-de-Lourdes de Drogheda.

### Carrière politique
Après la révolution libyenne de 2011, le 22 novembre 2011, Fatima Hamroush est nommée ministre de la Santé, par le Premier ministre Abdel Rahim Al-Kib. Elle est la première femme à accéder à ce poste en Libye. Elle est également directrice de l'Aide d'urgence irlando-libyenne.

## Sources
- (en) Cet article est partiellement ou en totalité issu de l’article de Wikipédia en anglais intitulé « Fatima Hamroush » (voir la liste des auteurs).